# Simone Großner
Simone Großner (* 21. Juni 1977 in Hamburg) ist eine deutsche Politikerin (CDU). Seit Oktober 2022 ist sie Staatssekretärin und Bevollmächtigte des Landes Sachsen-Anhalt beim Bund.

## Leben
Großner legte 1997 das Abitur ab. Von 1997 bis 1998 studierte sie Betriebswirtschaftslehre an der Universität zu Köln. Ab 1998 absolvierte sie ein Studium der Politikwissenschaft, der Amerikanischen Sprache und Literatur und des Staatsrechts an der Rheinischen Friedrich-Wilhelms-Universität Bonn. 2003 schloss sie das Studium mit dem magister artium ab. Sie war von 2002 bis 2004 als Referentin des damaligen CDU-Bundestagsabgeordneten Jürgen Rüttgers und von 2004 bis 2006 als Referentin in der CDU-Bundesgeschäftsstelle tätig. Von 2007 bis 2009 war sie Persönliche Referentin des CDU-Generalsekretärs Ronald Pofalla. Von 2009 bis 2010 war sie Referatsleiterin im Bundeskanzleramt. Von 2010 bis 2018 war sie als erneut in der CDU-Bundesgeschäftsstelle tätig, bis 2011 als stellvertretende Bereichsleiterin, ab 2011 als Bereichsleiterin. Von 2018 bis 2019 war sie Leiterin des Arbeitsstabs der Beauftragten der Bundesregierung für Migration, Flüchtlinge und Integration im Bundeskanzleramt, Annette Widmann-Mauz. Von 2020 bis 2022 war sie erneut als Bereichsleiterin in der CDU-Bundesgeschäftsstelle tätig, ab 2021 als stellvertretende Bundesgeschäftsführerin. Von April bis September 2022 war sie Unterabteilungsleiterin im Bundesministerium der Verteidigung.
Seit dem 1. Oktober 2022 ist Großner Staatssekretärin und Bevollmächtigte des Landes Sachsen-Anhalt beim Bund. In dieser Funktion folgte sie Michael Schneider nach.